# 1378
1378. је била проста година.

## Догађаји
- 20. септембар — Незадовољна папом Урбаном VI, група кардинала је за папу изабрала Клемента VII, изазвавши тиме Западни раскол.